# Iglesia de San Millán (Quintanilla de Onésimo)
La iglesia de San Millán es un templo católico ubicado en la localidad de Quintanilla de Onésimo, provincia de Valladolid, Castilla y León, España.

## Descripción
La iglesia se edificó en el siglo XVI en estilo gótico, constituida por tres naves con bóvedas de crucería estrelladas. De este templo, actualmente solo se conservan la capilla mayor y el tramo anterior, ya que en 1958 se desplomó su mayor parte y hubo que reedificarlo.
El retablo mayor es obra del siglo XVI (en torno a 1568), ya de estilo renacentista, y se encuentra entre los más afamados de Castilla y León. Francisco Giralte, escultor de la escuela palentina, es el autor de las tablas. El conjunto tiene una composición elegante y sobria, destacando la figura de San Millán. 